# Gombos Géza
Gombos Géza (Budapest, 1895. április 20. – Budapest, 1975. május 31.) magyar nemzeti labdarúgó-játékvezető.

## Pályafutása
Játékvezetői vizsgát Budapesten a Magyar Futballbírák Testületénél tette le. Nemzeti labdarúgó-szövetségének megfelelő játékvezető bizottságai minősítése alapján jutott magasabb osztályokba. A küldési gyakorlat szerint rendszeres partbírói szolgálatot is végzett. III. fokú besorolással 1930-ban lett az NB I játékvezetője.  Vezetett kupadöntők száma: 1.
Az 1932-es magyar kupa döntője 1–1-es eredménnyel zárult ezért az MLSZ megismételtette a mérkőzést. Ezt a találkozót Gombos vezette.
| Időpont         | Helyszín                | Mérkőzés típusa        | Mérkőzés             | Eredmény | Nézők száma |
| --------------- | ----------------------- | ---------------------- | -------------------- | -------- | ----------- |
| 1932. június 5. | Hungátia krt., Budapest | döntő második mérkőzés | Hungária–Ferencváros | 4 – 3    | 8000        |

## Szakmai sikerek
A Magyar Futballbírák Testülete javaslatára az Országos Tanácsülés, elismerve szakmai felkészültségét, bronz oklevelet és kis-plakettet adományozott részére. Bronz oklevelet 15 éves szakmai pályafutás után, plakettet az éves teljesítmény alapján adományoztak.

## Külső hivatkozások
- Gombos Géza. magyarfutball.hu. (Hozzáférés: 2015. július 3.)